# Кизнер (станция)
Кизне́р — железнодорожная станция Ижевского региона Горьковской железной дороги. Расположена в одноименном посёлке Кизнерского района Удмуртской Республики. Открыта в 1919 году.
С момента возникновения входила в Московско-Казанскую железную дорогу (в 1930-е годы в её Казанский эксплуатационный район), с 1936 года в составе Агрызского отделения Казанской железной дороги, с 1957 года в составе Ижевского отделения той же дороги, с 1961 года в составе того же отделения (с 2010 года региона) Горьковской железной дороги.
На станции осуществляется продажа билетов на все пассажирские поезда, а также прием и выдача багажа.

## Дальнее следование по станции
По состоянию на январь 2022 года через станцию курсируют следующие поезда дальнего следования:

### Круглогодичное движение поездов
| № поезда                | Маршрут движения          | № поезда                | Маршрут движения          |
| ----------------------- | ------------------------- | ----------------------- | ------------------------- |
| 25 «Двухэтажный состав» | Ижевск — Москва           | 26 «Двухэтажный состав» | Москва — Ижевск           |
| 51                      | Ижевск — Нижний Новгород  | 52                      | Нижний Новгород — Ижевск  |
| 89                      | Петропавловск — Москва    | 90                      | Москва — Петропавловск    |
| 95                      | Барнаул — Москва          | 96                      | Москва — Барнаул          |
| 107                     | Нижневартовск — Волгоград | 108                     | Волгоград — Нижневартовск |
| 117                     | Новокузнецк — Москва      | 118                     | Москва — Новокузнецк      |
| 135                     | Барнаул — Москва          | 136                     | Москва — Барнаул          |
| 377                     | Новый Уренгой — Казань    | 378                     | Казань — Новый Уренгой    |
| 397                     | Киров — Казань            | 398                     | Казань — Киров            |
| 445                     | Екатеринбург — Кисловодск | 446                     | Кисловодск — Екатеринбург |

### Сезонное движение поездов
| № поезда | Маршрут движения                   | № поезда | Маршрут движения                   |
| -------- | ---------------------------------- | -------- | ---------------------------------- |
| 233      | Екатеринбург — Имеретинский курорт | 234      | Имеретинский курорт — Екатеринбург |
| 507      | Ижевск — Новороссийск              | 508      | Новороссийск — Ижевск              |
| 521      | Приобье — Новороссийск             | 522      | Новороссийск — Приобье             |

## Пригородное следование по станции
Пригородные перевозки со станции Кизнер осуществляет ППК «Содружество».
По состоянию на 2023 год пригородные поезда из Кизнера следуют по двум направлениям: на Ижевск и на Казань.